# Берлингтон (Северная Каролина)

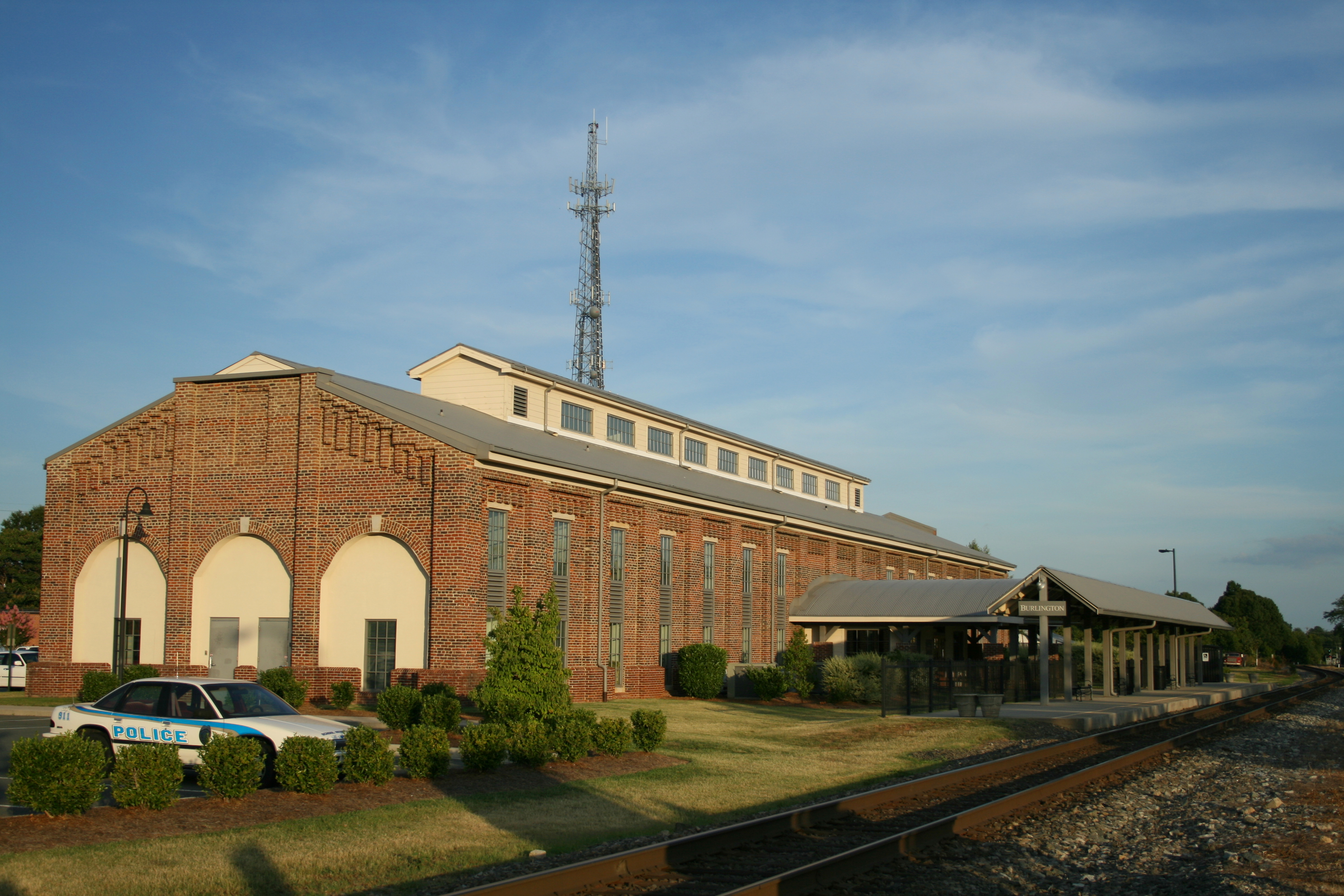
Железнодорожный вокзал

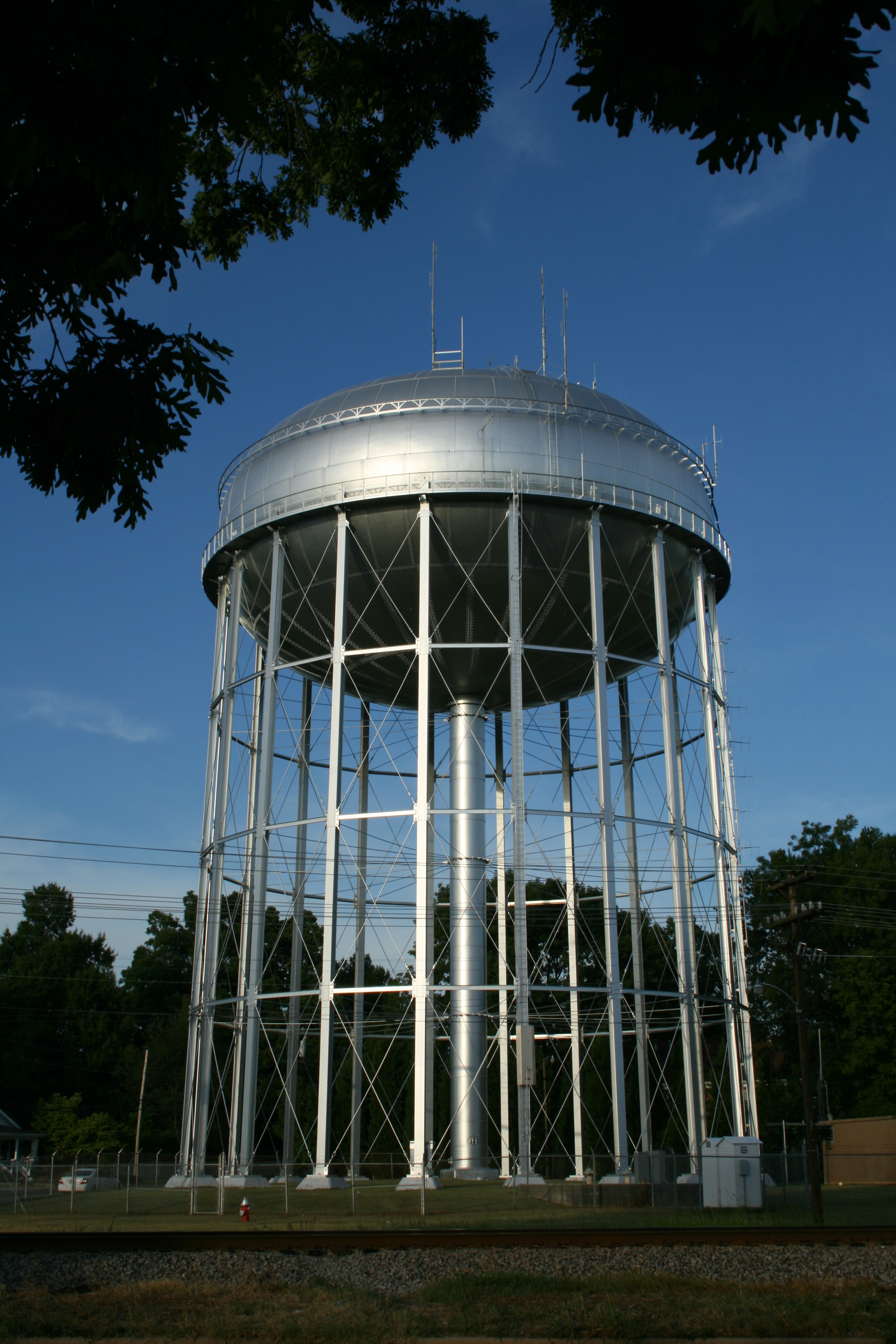
Водонапорная башня

Бе́рлингтон (англ. Burlington) — город в Северной Каролине, административный центр округа Аламанс. В 2008 году в городе проживало 50 857 человек. Берлингтон расположен между городами Гринсборо и Дарем.

## История
Город был основан благодаря Северокаролинской железнодорожной компании, которая нуждалась в ремонтных мастерских для обслуживания поездов. В 1857 году было основано поселение Компани-Шопс. В 1886 году железнодорожная компания перевела свои мощности в Виргинию, и в 1887 году жители города переименовали его в Берлингтон.